# Michael Friedrich von Althann
Michael Friedrich von Althann (ur. 20 lipca 1682 w Kłodzku, zm. 20 czerwca 1734 w Vác) – austriacki duchowny katolicki, teolog, biskup ordynariusz Vác od 1718 roku, kardynał, polityk, wicekról Neapolu w latach 1722–1728.

## Życiorys

### Młodość i wykształcenie
Urodził się w 1682 roku w Kłodzku w austriackiej rodzinie szlacheckiej Althann jako syn starosty ziemi kłodzkiej Michaela Wenzela von Althann i jego żony Anny Marii Elżbiety von Aspremont. Uczęszczał do kolegium jezuickiego w Kłodzku, a po jego ukończeniu studiował w Ołomuńcu, Wrocławiu i Collegium Germanicum w Rzymie, gdzie uzyskał doktorat z teologii i prawa kanonicznego. Święcenia kapłańskie otrzymał w 1710 roku.

### Kariera duchowna
Michael Friedrich von Althann pełnił wiele funkcji kościelnych. Jeszcze przed otrzymaniem święceń kapłańskich został mianowany kanonikiem ołomunieckim. Następnie otrzymał beneficja kościelne w Pradze, Wrocławiu, Altbunzlau i w węgierskiej Tapolcy. W 1714 roku znalazł się w Rzymie, gdzie został audytorem Roty Rzymskiej, a następnie rektorem niemieckiego seminarium duchownego – Collegio Teutonico di Santa Maria dell’Anima. 4 stycznia 1718 roku papież Klemens XI mianował go ordynariuszem diecezji Vác. Jego konsekracja biskupia miała miejsce 27 czerwca tego samego roku. Dwa lata później został wyniesiony do godności kardynała-prezbitera z kościołem tytularnym S. Sabina na Awentynie. Kapelusz kardynalski i tytuł otrzymał 16 września 1720 roku. Był kamerlingiem kolegium kardynalskiego od lutego 1729 do lutego 1730 roku. Uczestniczył w konklawe z 1730 roku.

### Dyplomata
Należał do doradców cesarza Karola VI. Posiadając pełne zaufanie dworu wiedeńskiego, w latach 1720–1722 był jego stałym przedstawicielem cesarza przy Stolicy Apostolskiej. W jego imieniu na konklawe z 1721 roku zgłosił weto wobec kandydatury kardynała-sekretarza stanu Fabrizio Paolucci. Dążył do poprawy stosunków między Kurią Rzymską a dworem cesarskim w Wiedniu. Przeprowadził całkowitą reorganizację cesarskiego poselstwa w Rzymie. Dzięki jego zaangażowaniu i sprawnościom dyplomatycznym w 1722 roku diecezja wiedeńska została podniesiona do rangi arcybiskupstwa i metropolii.

### Wicekról Neapolu
W 1722 roku cesarz Karol VI mianował go wicekrólem Neapolu i Sycylii, które znalazły się w Monarchii Habsburgów na mocy zawartego w 1713 roku pokoju utrechckiego, kończącego wojnę o sukcesję hiszpańską. Jako namiestnik cesarza przyjął hołd od wszystkich przedstawicieli stanów Królestwa Neapolu i Sycylii. Poprzez umiejętną politykę personalną zdołał skonsolidować pełnię władzy w swoich rękach. Należał do mecenasów sztuki, teatru, muzyki i nauki.
O rozwoju Neapolu pod rządami Austriaka najlepiej świadczyć może fakt, iż w 1722 roku, gdy obejmował on swój urząd, miasto Neapol liczyło ok. 200 000 mieszkańców, a w 1728 roku już ok. 250 000. Althann przyspieszył wdrażanie modernizacyjnego planu austriackiego. Zmniejszył kompetencje magistratów i usprawnił działanie administracji. Starał się polepszyć relacje Neapolu z Rzymem – w końcu to za zasługi dyplomatyczne w Rzymie mianowano go wicekrólem. Założył Banco di San Carlo dla finansowania prywatnych przedsięwzięć finansowych. Zlikwidował kościelne prawo martwej ręki (la manomorta, le mortmain) i poprawił stan finansów królestwa, dokonując przeglądu wewnętrznych i zewnętrznych taryf i rozliczeń celnych. Próbował bardziej sprawiedliwego podziału obciążeń podatkowych kosztem lokalnych, feudalnych, czym przysporzył sobie wrogów. Mieszczanie też mieli do niego pretensję o próby ograniczenia autonomii magistratów i urzędników sądowych, walkę z korupcją i poprawę systemu sądownictwa. Nie podobała się też w Neapolu polityka propapieska.
W 1723 roku Althann zezwolił na druk dwóch postępowych prac: Istoria civile del regno di Napoli autorstwa prawnika i antyklerykała Pietra Giannone (1676–1748), sprzeciwiającego się wpływowi papiestwa na wewnętrzne sprawy Królestwa Neapolu, i Discussioni istoriche theologice e filosofice Costantina Grimaldiego (1667–1750), wywołując gwałtowną reakcję konserwatywnego duchowieństwa neapolitańskiego, zwłaszcza jezuitów przemawiających w dniu św. Januarego (San Gennaro), kiedy to tradycyjnie dokonywał się w 2 ampułkach przechowywanych w specjalnym relikwiarzu cud rozpuszczenia i wzburzenia zakrzepłej krwi patrona miasta.
W 1728 roku kardynał starał się uporządkować chaos w systemie neapolitańskiego sądownictwa (wielorakie sądy, których kompetencje nieustannie się krzyżowały); reformy nie doprowadził jednak do końca. Przed zakończeniem urzędowania udało mu się jeszcze zrównoważyć budżet.
W końcu musiał zrezygnować ze swego stanowiska, co związane było z licznymi intrygami wokół jego osoby. Poza tym podkreślano, że pełni podwójną rolę: z jednej strony – członka Kolegium Kardynalskiego, a z drugiej – przedstawiciela dworu panującego. Ostatecznie w 1728 roku rozczarowany powrócił na Węgry.
Po śmierci swojej matki w 1723 roku przejął część dóbr w hrabstwie kłodzkim – tzw. klucz stroński.

### Biskup Vác
Natychmiast po nominacji na biskupa Vác, Michael Friedrich prowadził odbudowę swojej diecezji, która znacznie ucierpiała podczas okupacji tureckiej. Zarządził, by spisywano na nowo księgi wieczyste oraz prowadził wizytacje kanoniczne parafii na obszarze biskupstwa. Na wyludnione obszary sprowadzał nowych osadników katolickich, głównie z niemieckiego obszaru językowego.
Po swoim powrocie z Neapolu w 1728 roku, Althann poświęcił się całkowicie sprawom diecezji. Dysponując skromnymi środkami, zbudował rezydencję biskupią, seminarium duchowne i założył szpital w Vác. Zmarł w 1734 roku w wieku 52 lat. Został pochowany w miejscowej katedrze. Jego bratanek Michael Karl von Althann  (1702–1756) został jego następcą na urzędzie biskupim.